# Bahnstrecke München–Augsburg
| Ein ICE 1 auf der Fahrt von Augsburg nach München | |                                           |                                           |
| | |                                           |                                           |
| Streckennummer (DB): | 5503 (München–Augsburg) 5543 (München-Pasing–Mammendorf) 5581 (Olching–Augsburg)                                                                        |                                           |                                           |
| Kursbuchstrecke (DB): | 981 (München–Augsburg) 999.3 (München–Mammendorf) |                                           |                                           |
| Kursbuchstrecke: | 410 (1946) 401, 401a, 401e, 402, 406 (München Hbf – München-Pasing 1946) 404 (Mering – Augsburg Hbf 1946) 411k (Augsburg-Hochzoll -– Augsburg Hbf 1946) |                                           |                                           |
| Streckenlänge: | 61,885 km |                                           |                                           |
| Spurweite: | 1435 mm (Normalspur) |                                           |                                           |
| Streckenklasse: | D4 |                                           |                                           |
| Stromsystem: | 15 kV 16,7 Hz ~ |                                           |                                           |
| Streckengeschwindigkeit: | 160 / 230 km/h |                                           |                                           |
| Zugbeeinflussung: | PZB, LZB |                                           |                                           |
| Zweigleisigkeit: | durchgängig |                                           |                                           |
| | |                                           |                                           |
| \| \| 0,017 \| München Hbf \| München Hbf \| \| \| \| nach Rosenheim \| \| \| \| \| nach Regensburg Hbf, nach Treuchtlingen \| \| \| \| \| München–Lenggries \| \| \| \| \| München-Laim Rbf–München Süd \| \| \| \| \| von München-Mittersendling \| \| \| \| 4,140 \| München Landsberger Straße (Abzw) \| München Landsberger Straße (Abzw) \| \| \| \| München–Garmisch-Partenkirchen \| \| \| \| \| von München Ost (S-Bahn-Stammstrecke) \| \| \| \| 6,915 \| von München-Pasing Gbf \| von München-Pasing Gbf \| \| \| \| von München-Mittersendling \| \| \| \| \| von München Kanal, von München-Laim Rbf \| \| \| \| 7,385 \| München-Pasing \| 527 m \| \| \| \| Würm \| \| \| \| \| nach Garmisch-Partenkirchen, nach Gauting \| \| \| \| \| nach Buchloe \| \| \| \| \| nach München-Pasing Bbf, nach Buchloe \| \| \| \| 8,499 \| nach München-Pasing Bbf \| nach München-Pasing Bbf \| \| \| 10,045 \| München-Langwied \| München-Langwied \| \| \| 12,274 \| München-Lochhausen \| 515 m \| \| \| 15,627 \| Gröbenzell \| Gröbenzell \| \| \| \| von München Nord Rbf (Nordring) \| \| \| \| \| \| \| \| \| \| \| \| \| \| 19,079 \| Olching \| Olching \| \| \| \| Amper \| \| \| \| 20,423 \| Esting \| Esting \| \| \| 21,624 \| Gernlinden \| Gernlinden \| \| \| \| Gernlinden Abzw \| \| \| \| 24,845 \| Maisach \| Maisach \| \| \| 25,674 \| Maisach Abzw (Bft) \| Maisach Abzw (Bft) \| \| \| \| \| \| \| \| 25,985 \| Maisach Abzw \| Maisach Abzw \| \| \| 27,570 \| Malching (Oberbay) (Bk) \| Malching (Oberbay) (Bk) \| \| \| 27,755 \| Malching (Oberbay) \| Malching (Oberbay) \| \| \| 31,017 \| Mammendorf (bis 2005: Nannhofen) \| 528 m \| \| \| \| Maisach \| \| \| \| 33,780 \| Mammendorf (Bk) \| Mammendorf (Bk) \| \| \| 36,739 \| Haspelmoor (ehem. Bf) \| 543 m \| \| \| 39,889 \| Althegnenberg \| Althegnenberg \| \| \| 42,890 \| Harthof (Bk) \| Harthof (Bk) \| \| \| 45,267 \| Mering Üst \| Mering Üst \| \| \| \| von Weilheim (Oberbay) \| \| \| \| 46,136 \| Mering \| 513 m \| \| \| \| Paar \| \| \| \| 48,009 \| Mering-Sankt Afra \| Mering-Sankt Afra \| \| \| 48,580 \| Friedenau (Bk) \| Friedenau (Bk) \| \| \| 50,958 \| Kissing \| 498 m \| \| \| 54,400 \| Stierhof (bis 1875) \| Stierhof (bis 1875) \| \| \| 57,140 \| Augsburg-Hochzoll Hp (ehem. Bf) \| 486 m \| \| \| \| von Ingolstadt Hbf \| \| \| \| 57,447 \| Augsburg-Hochzoll Abzweig \| Augsburg-Hochzoll Abzweig \| \| \| 57,532 \| Lech (126 m) \| Lech (126 m) \| \| \| \| Hauptstadtbach \| \| \| \| 58,177 \| Augsburg-Spickel (bis 1974) \| Augsburg-Spickel (bis 1974) \| \| \| 59,360 \| Augsburg-Siebentisch (Bk) \| Augsburg-Siebentisch (Bk) \| \| \| 59,698 \| von Augsburg Ring (Augsburger Localbahn) \| von Augsburg Ring (Augsburger Localbahn) \| \| \| \| Straßenbahn Augsburg (Haunstetter Straße) \| \| \| \| 60,282 \| Augsburg Haunstetterstraße \| Augsburg Haunstetterstraße \| \| \| \| von Buchloe \| \| \| \| \| Straßenbahn Augsburg (Gögginger Straße) \| \| \| \| 61,885 \| Augsburg Hbf \| 490 m \| \| \| \| nach Ulm Hbf, nach Nördlingen \| \| \| \| \| \| \| \| Quellen: [1][2][3][4][5] \| \| \| \| | |                                           |                                           |
| Kopfbahnhof Streckenanfang | 0,017 | München Hbf                               | München Hbf                               |
| Abzweig geradeaus und nach links | | nach Rosenheim                            | nach Rosenheim                            |
| Abzweig geradeaus und nach rechts | | nach Regensburg Hbf, nach Treuchtlingen   | nach Regensburg Hbf, nach Treuchtlingen   |
| Kreuzung geradeaus oben | | München–Lenggries                         | München–Lenggries                         |
| Kreuzung geradeaus oben | | München-Laim Rbf–München Süd              | München-Laim Rbf–München Süd              |
| Abzweig geradeaus und von links | | von München-Mittersendling                | von München-Mittersendling                |
| Blockstelle | 4,140 | München Landsberger Straße (Abzw)         | München Landsberger Straße (Abzw)         |
| Kreuzung geradeaus unten | | München–Garmisch-Partenkirchen            | München–Garmisch-Partenkirchen            |
| Strecke nach links · Kreuzung geradeaus unten · Strecke von rechts | | von München Ost (S-Bahn-Stammstrecke)     | von München Ost (S-Bahn-Stammstrecke)     |
| Abzweig geradeaus und von rechts · Strecke | 6,915 | von München-Pasing Gbf                    | von München-Pasing Gbf                    |
| Strecke · Abzweig geradeaus und von links | | von München-Mittersendling                | von München-Mittersendling                |
| Abzweig geradeaus und von rechts · Strecke | | von München Kanal, von München-Laim Rbf   | von München Kanal, von München-Laim Rbf   |
| Bahnhof · Bahnhof | 7,385 | München-Pasing                            | 527 m                                     |
| Brücke über Wasserlauf · Brücke über Wasserlauf | | Würm                                      | Würm                                      |
| Strecke · Abzweig geradeaus und nach links | | nach Garmisch-Partenkirchen, nach Gauting | nach Garmisch-Partenkirchen, nach Gauting |
| Strecke von links · Abzweig geradeaus und nach rechts · Abzweig geradeaus und nach links | | nach Buchloe                              | nach Buchloe                              |
| Strecke nach links · Kreuzung geradeaus oben · Kreuzung geradeaus oben | | nach München-Pasing Bbf, nach Buchloe     | nach München-Pasing Bbf, nach Buchloe     |
| Strecke · Abzweig geradeaus und nach links | 8,499 | nach München-Pasing Bbf                   | nach München-Pasing Bbf                   |
| Strecke · Haltepunkt / Haltestelle | 10,045 | München-Langwied                          | München-Langwied                          |
| Dienststation / Betriebs- oder Güterbahnhof · Bahnhof | 12,274 | München-Lochhausen                        | 515 m                                     |
| Strecke · Haltepunkt / Haltestelle | 15,627 | Gröbenzell                                | Gröbenzell                                |
| Strecke von rechts · Strecke · Strecke | | von München Nord Rbf (Nordring)           | von München Nord Rbf (Nordring)           |
| Abzweig geradeaus und nach halblinks · Abzweig geradeaus und nach halbrechts · Strecke | |                                           |                                           |
| Abzweig geradeaus und von halblinks · Abzweig geradeaus und von halbrechts · Strecke | |                                           |                                           |
| Dienststation / Betriebs- oder Güterbahnhof · Dienststation / Betriebs- oder Güterbahnhof · Bahnhof | 19,079 | Olching                                   | Olching                                   |
| Brücke über Wasserlauf · Brücke über Wasserlauf · Brücke über Wasserlauf | | Amper                                     | Amper                                     |
| Strecke · Strecke · Haltepunkt / Haltestelle | 20,423 | Esting                                    | Esting                                    |
| Strecke · Strecke · Haltepunkt / Haltestelle | 21,624 | Gernlinden                                | Gernlinden                                |
| ehemalige Blockstelle · ehemalige Blockstelle · Strecke | | Gernlinden Abzw                           | Gernlinden Abzw                           |
| Strecke · Strecke · Bahnhof | 24,845 | Maisach                                   | Maisach                                   |
| Strecke · Strecke · Blockstelle | 25,674 | Maisach Abzw (Bft)                        | Maisach Abzw (Bft)                        |
| Strecke · Abzweig geradeaus und von links · Abzweig geradeaus und nach rechts | |                                           |                                           |
| Strecke · Blockstelle · Strecke | 25,985 | Maisach Abzw                              | Maisach Abzw                              |
| Strecke · ehemalige Blockstelle · Strecke | 27,570 | Malching (Oberbay) (Bk)                   | Malching (Oberbay) (Bk)                   |
| Strecke · Strecke · Haltepunkt / Haltestelle | 27,755 | Malching (Oberbay)                        | Malching (Oberbay)                        |
| Strecke · Bahnhof · Kopfbahnhof Streckenende | 31,017 | Mammendorf (bis 2005: Nannhofen)          | 528 m                                     |
| Brücke über Wasserlauf · Brücke über Wasserlauf | | Maisach                                   | Maisach                                   |
| Strecke · ehemalige Blockstelle | 33,780 | Mammendorf (Bk)                           | Mammendorf (Bk)                           |
| Strecke · Haltepunkt / Haltestelle | 36,739 | Haspelmoor (ehem. Bf)                     | 543 m                                     |
| Strecke · Haltepunkt / Haltestelle | 39,889 | Althegnenberg                             | Althegnenberg                             |
| Strecke · ehemalige Blockstelle | 42,890 | Harthof (Bk)                              | Harthof (Bk)                              |
| Blockstelle · Strecke | 45,267 | Mering Üst                                | Mering Üst                                |
| Strecke · Abzweig geradeaus und von links | | von Weilheim (Oberbay)                    | von Weilheim (Oberbay)                    |
| Strecke · Bahnhof | 46,136 | Mering                                    | 513 m                                     |
| Brücke über Wasserlauf · Brücke über Wasserlauf | | Paar                                      | Paar                                      |
| Strecke · Haltepunkt / Haltestelle | 48,009 | Mering-Sankt Afra                         | Mering-Sankt Afra                         |
| Strecke · ehemalige Blockstelle | 48,580 | Friedenau (Bk)                            | Friedenau (Bk)                            |
| Strecke · Bahnhof | 50,958 | Kissing                                   | 498 m                                     |
| Strecke · ehemaliger Haltepunkt / Haltestelle | 54,400 | Stierhof (bis 1875)                       | Stierhof (bis 1875)                       |
| Strecke · Haltepunkt / Haltestelle | 57,140 | Augsburg-Hochzoll Hp (ehem. Bf)           | 486 m                                     |
| Abzweig geradeaus und von rechts · Strecke | | von Ingolstadt Hbf                        | von Ingolstadt Hbf                        |
| Blockstelle · Strecke | 57,447 | Augsburg-Hochzoll Abzweig                 | Augsburg-Hochzoll Abzweig                 |
| Brücke über Wasserlauf · Brücke über Wasserlauf | 57,532 | Lech (126 m)                              | Lech (126 m)                              |
| Brücke über Wasserlauf · Brücke über Wasserlauf | | Hauptstadtbach                            | Hauptstadtbach                            |
| Strecke · ehemaliger Haltepunkt / Haltestelle | 58,177 | Augsburg-Spickel (bis 1974)               | Augsburg-Spickel (bis 1974)               |
| Strecke · ehemalige Blockstelle | 59,360 | Augsburg-Siebentisch (Bk)                 | Augsburg-Siebentisch (Bk)                 |
| Abzweig geradeaus und von rechts · Strecke | 59,698 | von Augsburg Ring (Augsburger Localbahn)  | von Augsburg Ring (Augsburger Localbahn)  |
| Kreuzung mit U-Bahn geradeaus oben · Kreuzung mit U-Bahn geradeaus oben | | Straßenbahn Augsburg (Haunstetter Straße) | Straßenbahn Augsburg (Haunstetter Straße) |
| Haltepunkt / Haltestelle · Haltepunkt / Haltestelle | 60,282 | Augsburg Haunstetterstraße                | Augsburg Haunstetterstraße                |
| Strecke · Abzweig geradeaus und von links | | von Buchloe                               | von Buchloe                               |
| Kreuzung mit U-Bahn geradeaus unten · Kreuzung mit U-Bahn geradeaus unten | | Straßenbahn Augsburg (Gögginger Straße)   | Straßenbahn Augsburg (Gögginger Straße)   |
| Bahnhof · Bahnhof | 61,885 | Augsburg Hbf                              | 490 m                                     |
| Strecke · Strecke | | nach Ulm Hbf, nach Nördlingen             | nach Ulm Hbf, nach Nördlingen             |
| | |                                           |                                           |
| Quellen: | |                                           |                                           |

Die Bahnstrecke München–Augsburg ist eine elektrifizierte 61,9 Kilometer lange Hauptbahn in Bayern, welche die Städte München und Augsburg verbindet. Sie ist mit Personennah- und Fernverkehr sowie Güterverkehr Teil der Bayerischen Maximiliansbahn und der Magistrale für Europa.
Sie wurde als zweite Bahnstrecke in Bayern gebaut und in Betrieb genommen und gilt als erste bayerische Hauptverkehrsstrecke.

## Verlauf
Die Bahnstrecke verläuft von München Hauptbahnhof Richtung Westen über die Münchner Schotterebene, auf der mehrere andere Bahnstrecken abzweigen. Ab München-Pasing, wo die Würm gequert wird, verläuft die viergleisige Strecke (zwei Gleise S-Bahn, zwei Gleise Fern- und Regionalverkehr) in nordwestlicher Richtung über das Gewässernetz des Gröbenbachs.
Vor Olching münden die Gleise des Güterzug-Nordrings in die Strecke ein. Ein vom Rangierbahnhof München Nord kommendes Güterzuggleis überquert beide Gleise des Fern- und Regionalverkehr auf einem rund ein Kilometer langen Überwerfungsbauwerk. An dieser Stelle beginnt die Hochgeschwindigkeitsstrecke. In Richtung Augsburg wird das linke Gleispaar von der S-Bahn genutzt. Rechts daneben verläuft ein Gleis für Regional- und Güterverkehr (NGV-Gleis). Noch weiter rechts liegt das Gleispaar für den Hochgeschwindigkeitsverkehr (HGV-Gleise). Ganz rechts liegt ein weiteres NGV-Gleis. Die Weichenverbindungen in Olching können im abzweigenden Strang mit bis zu 130 km/h befahren werden.

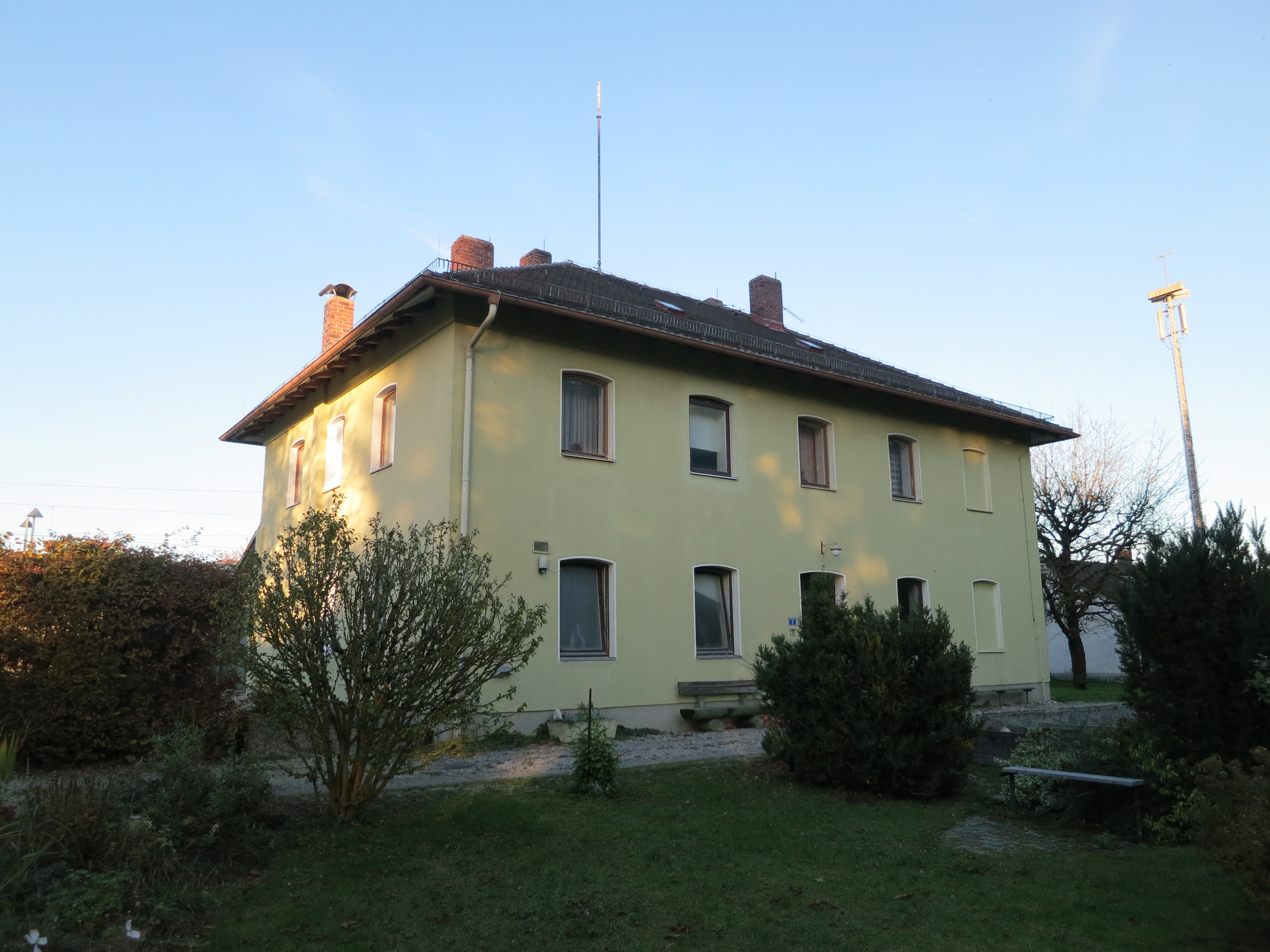
Empfangsgebäude des Bahnhofs Haspelmoor

Nach Olching quert die Bahnstrecke die Amperniederung und schwenkt in westliche Richtung. Nach der Ortschaft Gernlinden wechselt unter einem Überwerfungsbauwerk das rechte NGV-Gleis zur anderen Seite der beiden HGV-Gleise, sodass nun in Richtung Augsburg die beiden HGV-Gleise ganz rechts liegen, in der Mitte die NGV-Gleise und ganz links die S-Bahn-Gleise. Die HGV-Gleise sind mit Linienzugbeeinflussung ausgerüstet.
Bis Maisach stehen zwei S-Bahn-Gleise zur Verfügung. Von Maisach bis Mammendorf wird die S-Bahn-Strecke nur eingleisig fortgesetzt. In Mammendorf enden die S-Bahn-Gleise und die Trasse verlässt die Niederung der Maisach.
Hinter Mammendorf verläuft die viergleisige Strecke (zwei Gleise Regional- und Güterverkehr, zwei Gleise Fernverkehr) in nordwestlicher Richtung.
Bei Haspelmoor durchquert die Strecke das gleichnamige Moor und überquert in flachen Bachsenken die Wasserscheide zum Lechtal. 
Bei Mering mündet die Ammerseebahn ein. Die Paar wird überquert und die Bahnstrecke verläuft in nördlicher Richtung parallel zum Lech. Bei Augsburg-Hochzoll schwenkt die Strecke nach Westen. Hier münden die Gleise der Paartalbahn aus Ingolstadt in die HGV-Gleise. Kurz vor dem Bahnhof Augsburg wird der Lech überquert.

## Geschichte

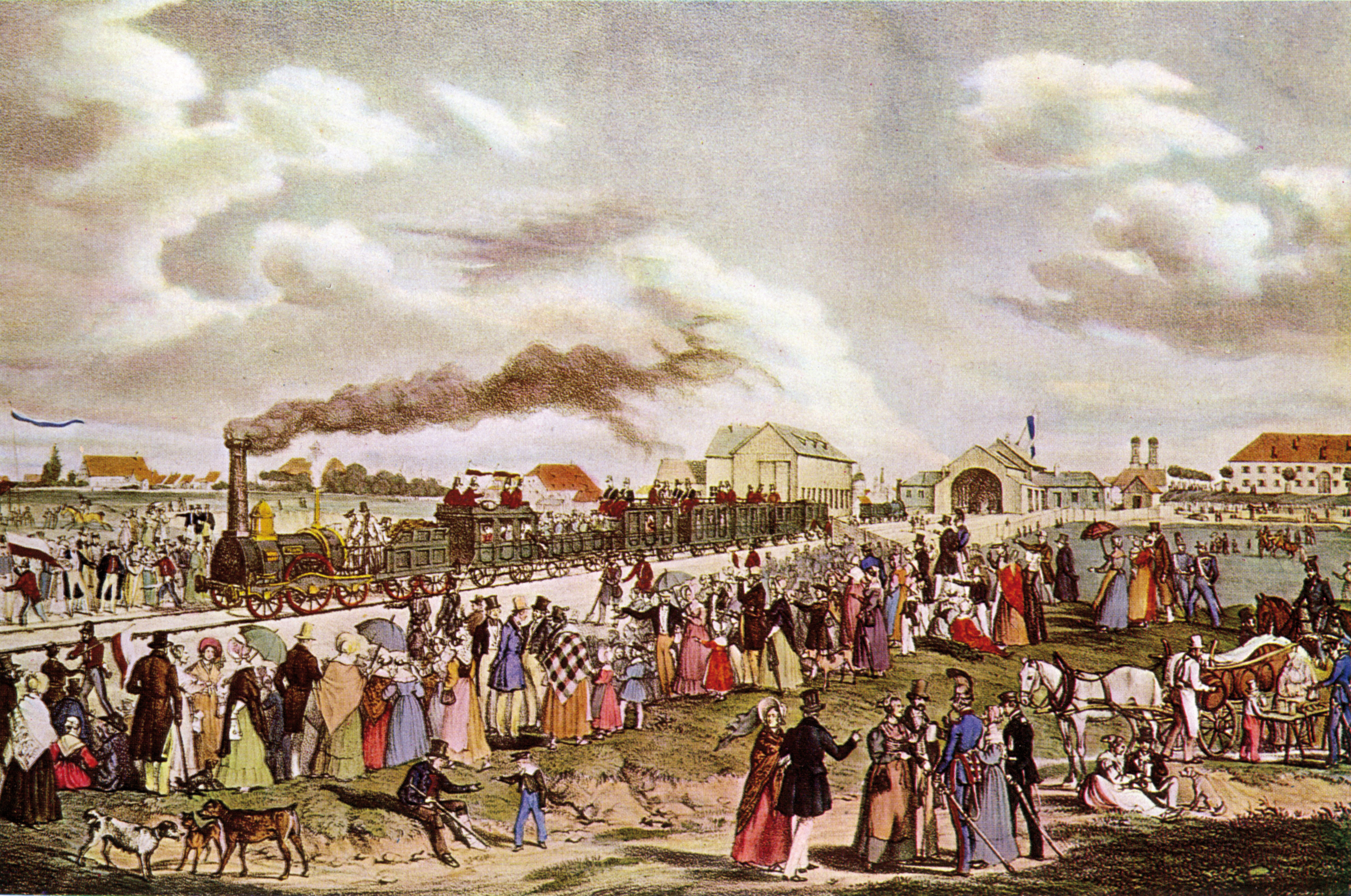
Der Eröffnungszug verlässt München, Gustav Kraus 1839

1835 bildeten Handelshäuser aus München und Augsburg einen Verein, dessen Zielsetzung der Bau einer Eisenbahn zwischen den beiden Städten war. Noch im selben Jahr wurde das Projekt genehmigt. Mit seiner Bearbeitung wurde der königliche Bezirksingenieur Paul Camille Denis beauftragt, der bereits die Ludwigseisenbahn zwischen Nürnberg und Fürth geplant hatte. Bis 1837 konnte er die Pläne und Kostenvoranschläge für die erste bayerische Hauptverkehrsstrecke fertigstellen.
Im Hinblick auf den Bau dieser Bahn hatte der bayerische Staat in den am 28. September 1836 veröffentlichten „Fundamentalbestimmungen für sämtliche Eisenbahnstatuten in Bayern“ verbindliche Grundsätze formuliert. So wurde als Spurweite 4 Fuß 8½ Zoll englischen Maßes festgelegt, die Gleise sollten „auch Schwertransporte von Waren und anderen Lasten aufnehmen und fortschaffen“ können. Die Finanzierung sollte ausschließlich von privater Seite erfolgen.
Am 23. Juli 1837 wurde die München-Augsburger Eisenbahn-Gesellschaft gegründet. Das im November 1837 erlassene Expropriationsgesetz erleichterte die erforderlichen Grunderwerbungen. 1838 begann von München aus der Bau der Strecke, am 7. Dezember 1839 war über 31 Brücken und Durchlässe hinweg Maisach erreicht. Weniger Monate später, kurz vor ihrer Vollendung, waren 90 % des Aktienkapitals aufgezehrt. Das königliche Ministerium verweigerte die Bewilligung von Staatsmitteln, genehmigte aber eine Anleihe in Höhe von 1,8 Millionen Mark. Am 4. Oktober 1840 ging die Strecke auf ihrer ganzen Länge in Betrieb. In jenem Monat wurden 21.000 Reisende und tausend Zentner Güter befördert.
Der Bau der Strecke erwies sich in mehrfacher Hinsicht als schwierig. Die Gleise mussten über Moore geführt werden, was umfangreiche Entwässerungsmaßnahmen notwendig machte. Die Lechbrücke bei Augsburg mit 94,85 m lichter Weite wurde von Zimmerleuten aus Holz errichtet, da brauchbare Eisengroßteile teuer importiert werden mussten.
Von der ausführenden „München-Augsburger Eisenbahn-Gesellschaft“ beauftragt, kaufte der Bankier Isidor Obermayer in England höchstpersönlich sämtliche Schienen und Lokomotiven ein. Die Schienen wogen 24,9 Kilogramm pro Meter, die Schienenstühle konnten bayerische Hüttenwerke liefern. Das gesamte Material wurde mühsam und langwierig per Schiff und über Land nach Augsburg bzw. zu den jeweiligen Bauabschnitten transportiert. Zunächst wurden englischen Lokführer eingesetzt. Da die Lokomotiven auf Koksbefeuerung ausgelegt waren, musste dieser Brennstoff aus England importiert werden. Erst später gelang durch Umbaumaßnahmen eine Reduzierung des Funkenflugs und ermöglichte die wesentlich billigere Befeuerung mit Holz. Zwar hatte der Unternehmer Joseph Anton von Maffei, zugleich Vorstand der München-Augsburger Eisenbahn-Gesellschaft, mit der Maschine „Der Münchner“ 1841 eine taugliche Lokomotive auf die Gleise gestellt. Der Abnahmestreit mit der königlichen Eisenbahnbaukommission wegen des Fehlens der beliebig verstellbaren Dampfexpansion zog sich jedoch sechs Jahre lang hin. Erst am 14. Mai 1844 kam endgültig eine in Deutschland, wiederum von Maffei, gebaute Maschine auf die Strecke von München nach Augsburg.

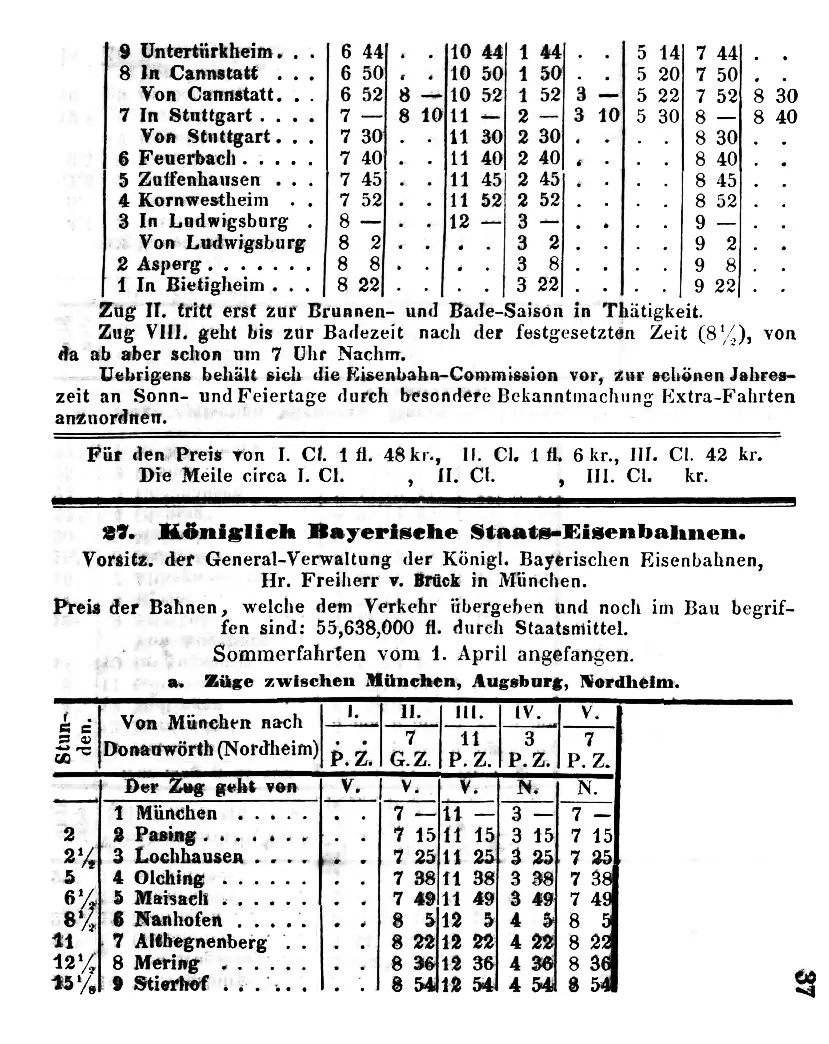
Ab München 1847

Nach der Verstaatlichung der München-Augsburger Eisenbahn-Gesellschaft – sie wurde am 1. Oktober 1844 aufgrund geringer Rentabilität für 4,4 Millionen Gulden an das Königreich Bayern verkauft – wurde 1846 am Rosenauberg in Augsburg ein neuer Hauptbahnhof gebaut. In Oberhausen wurden neue Bahnanlagen geschaffen und verbunden, die alten Bahnhöfe am Roten Tor und in Oberhausen wurden aufgegeben. In München erbaute Friedrich Bürklein 1848 den neuen Hauptbahnhof an seiner heutigen Stelle und ersetzte den provisorischen Holzbau in Pasing durch das Steingebäude des alten Pasinger Bahnhofs. Die 1840 in Betrieb genommene Holzbrücke über den Lech musste aufgrund voranschreitender Fäulnis bereits 1862 durch einen Neubau von zwei Brücken aus Stahl von der Firma MAN ersetzt werden. 1862 wurde die Strecke zwischen Pasing und Augsburg zweigleisig ausgebaut.
Am 2. Juli 1907 erreichte die Schnellfahrlok S2/6 der Firma Maffei auf der Strecke eine Rekordgeschwindigkeit für Dampflokomotiven von 154 km/h. Dieser Rekord bestand 29 Jahre. Der bekannteste Zug zu dieser Zeit war der Orient-Express von Paris über Straßburg, Stuttgart, München, Wien und Belgrad nach Konstantinopel.

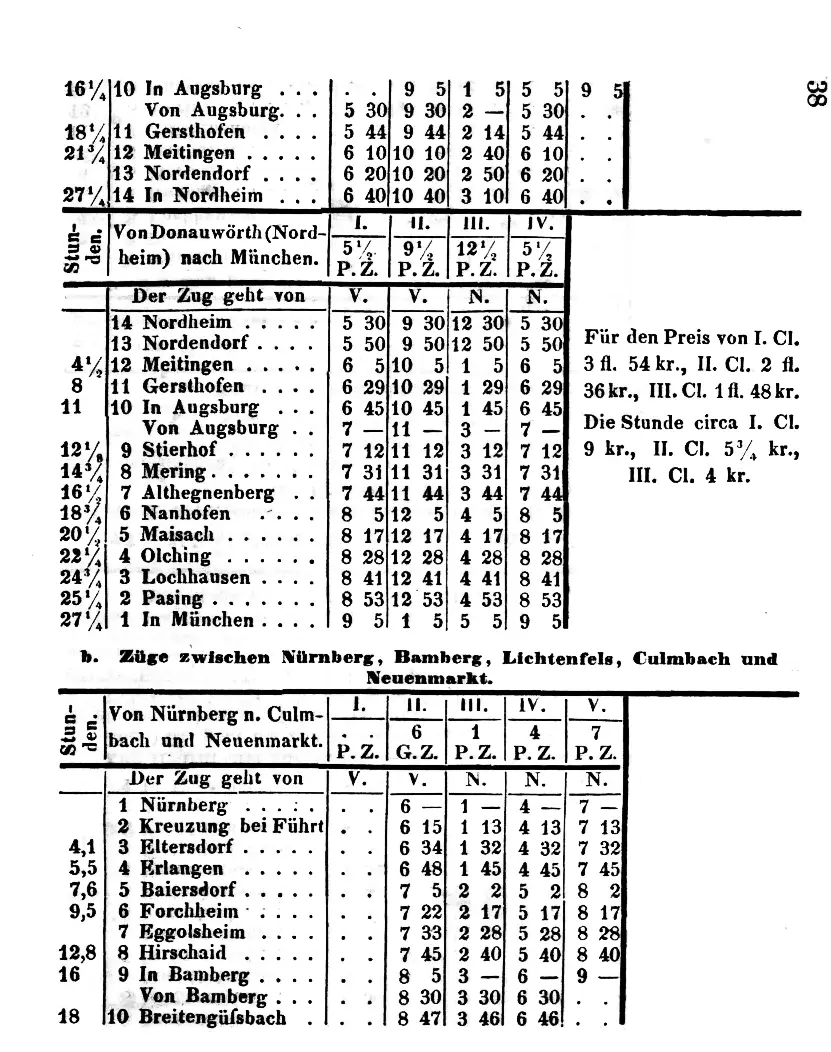
Ab Nordheim 1847

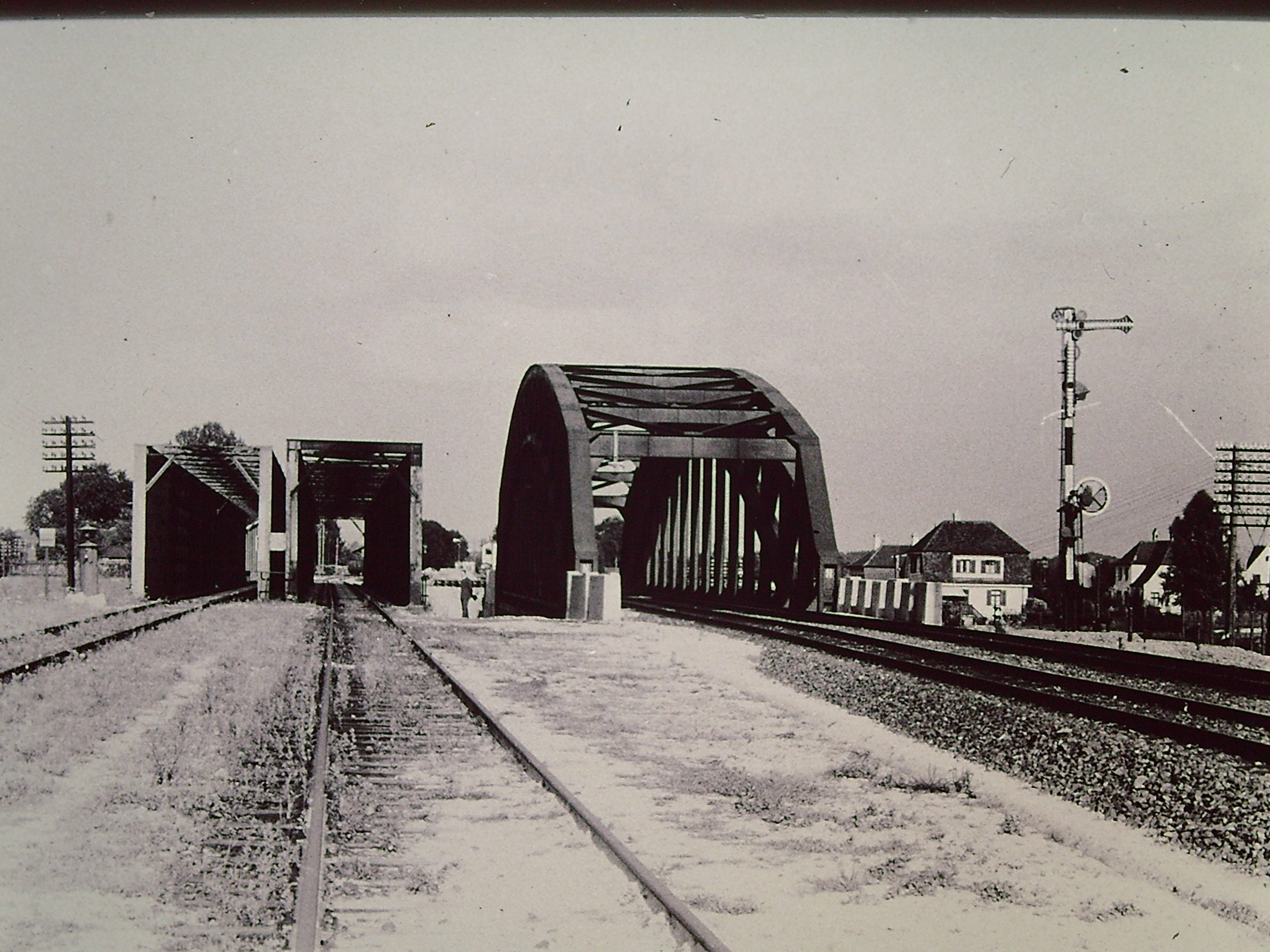
Eine Aufnahme aus dem Jahr 1926 zeigt rechts die neu errichtete, zweigleisige Stahlbogenbrücke über den Lech; links sind noch die beiden alten, stählernen Kastenbrücken aus dem Jahr 1862 zu sehen, welche kurze Zeit später demontiert wurden.

Im Sommer 1910 führten schwere Regenfällen in Süddeutschland und am Alpenrand zu einem gewaltigen Hochwasser des Lechs. Am Bahnhof Augsburg-Hochzoll wurden einige Gleise weggespült, aber die beiden stählernen Kastenbrücken aus dem Jahr 1862 konnten den Wassermassen des Lechs standhalten.
Im Jahre 1926 hatte die beiden alte Gitterbrücken über den Lech ausgedient. Für den dritten Neubau wählte man eine Bogenkonstruktion aus Stahl. Im rechtsrheinischen Bayern war sie seinerzeit die einzige Eisenbahnbrücke mit zwei Gleisen auf einem Tragwerk. Ein Jahr später elektrifizierte die Deutsche Reichsbahn den Abschnitt zwischen Pasing und Nannhofen, damit konnten ab dem 17. Oktober 1927 die Vorortzüge auf diesem Abschnitt elektrisch fahren (zwischen München und Pasing waren die Fahrleitungsanlagen bereits 1925 im Zuge der Elektrifizierung in Richtung Kochel, Herrsching und Garmisch-Partenkirchen errichtet worden). Am 15. Mai 1931 folgte der Abschnitt zwischen Nannhofen und Augsburg Hauptbahnhof.
Auf dem 42,7 Kilometer langen Abschnitt zwischen Lochhausen und Augsburg-Hochzoll wurde 1977 der fahrplanmäßige Betrieb mit einer zulässigen Höchstgeschwindigkeit von 200 km/h aufgenommen. Erstmals wurde in Deutschland damit im fahrplanmäßigen Betrieb mit zahlreichen Zügen diese Geschwindigkeit regelmäßig erreicht. Dieser planmäßige Reisezugbetrieb mit 200 km/h geht auf eine Ausnahmezulassung des Bundesverkehrsministers vom 25. September 1977 zurück.
Bereits zur Internationalen Verkehrsausstellung in München fuhren zwischen 26. Juni und 3. Oktober 1965 täglich zwei Zugpaare (bezeichnet als D 10/11 und D 12/13) mit 200 km/h über die Strecke. Erstmals in Deutschland verkehrten reguläre Reisezüge mit dieser Geschwindigkeit. Die Züge wurden aus vier Vorserienlokomotiven der (1963 in Auftrag gegebenen) Baureihe E 03 und TEE-Wagen gebildet. Rund die Hälfte der 62 Kilometer langen Strecke (km 8,7 bis km 19,2 und km 20,1 bis 54,8) konnte mit 200 km/h befahren werden, zwischen km 19,2 und km 20,1 dagegen nur mit 120 km/h. Die Fahrzeit lag bei 26 Minuten. Die Geschwindigkeit durfte nur gefahren werden, wenn kein Zug entgegenkam. Die Züge verkehrten in München ab dem Schnellfahrbahnsteig des Messegeländes. Montags bis freitags wurde ein Schnellfahr-Zugpaar angeboten, am Wochenende gab es zwei. Der Fahrpreis lag bei drei bzw. vier D-Mark.
Ab 28. Mai 1967 fuhr das Zugpaar TEE 54/55 „Blauer Enzian“ mit einer Ausnahmezulassung des Bundesverkehrsministers fahrplanmäßig bis zu 180 km/h auf der Strecke. Zur Erprobung einer neuen Form der Linienzugbeeinflussung erreichten ab Mai 1968 die Zugpaare „Blauer Enzian“ (TEE 54/55) und „Rheinblitz“ (F 27/28) auf der gleichen Strecke mit einer Ausnahmegenehmigung fahrplanmäßig eine Geschwindigkeit von 200 km/h. Wegen zeitweiligen Verkehrs bei Dunkelheit durfte das TEE-Zugpaar 11/12 Rembrandt nur mit 180 km/h verkehren. Als erste Bahnstrecke hatte sie dazu eine Frühform der neu entwickelten Linienzugbeeinflussung erhalten. Die LZB wurde auch in den Jahren 1967 bis 1969 im Regelbetrieb genutzt. Von 1969 bis 1974 stand sie nicht zur Verfügung.
Im Zuge des Ausbauprogramms für das Netz der Deutschen Bundesbahn von 1970 war eine 220 km lange Neubaustrecke zwischen Stuttgart und München über Augsburg unter der Bezeichnung Ergänzungsstrecke Stuttgart–Ulm–Augsburg–München geplant. Diese Pläne wurden später nicht mehr weiter verfolgt.
1976 gingen zwischen Olching und dem Hauptbahnhof eigene Gleise für die S-Bahn in Betrieb.
Im Zuge der Augsburg-Variante der Neu- und Ausbaustrecke Nürnberg–München war nach dem Planungsstand von 1989 vorgesehen, Schnellzüge von Augsburg in Richtung München zunächst über die Bahnstrecke Augsburg–Buchloe bis südlich von Inningen zu führen, um dort in einem Bogen südlich an Königsbrunn und Merching vorbei bei Haspelmoor in die Bahnstrecke nach München einzuschwenken.
2003 verkehrten täglich 290 Züge auf der Strecke. 2011 fuhren etwa 350 Züge pro Tag auf der Strecke.

### Ausbau

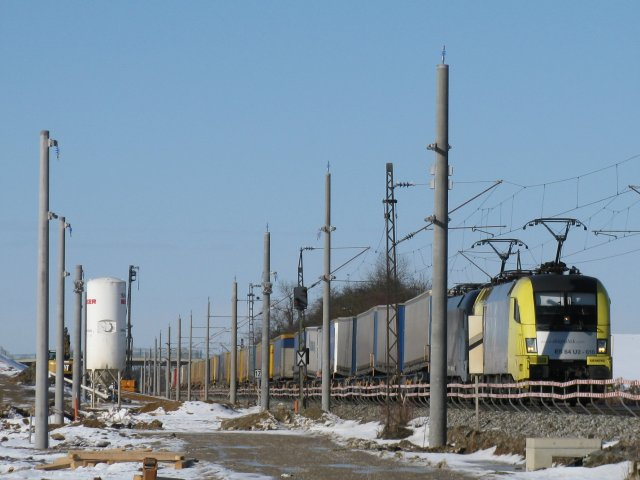
Ein Güterzug passiert die Baustelle westlich von Mammendorf im Februar 2010

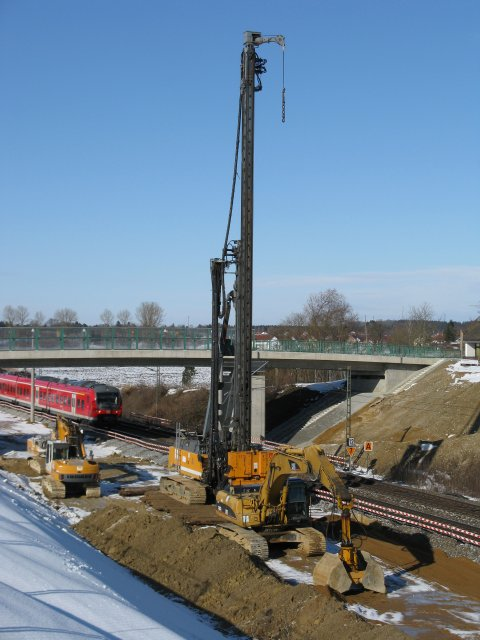
Bauarbeiten für das neue Gleisbett nahe Hattenhofen

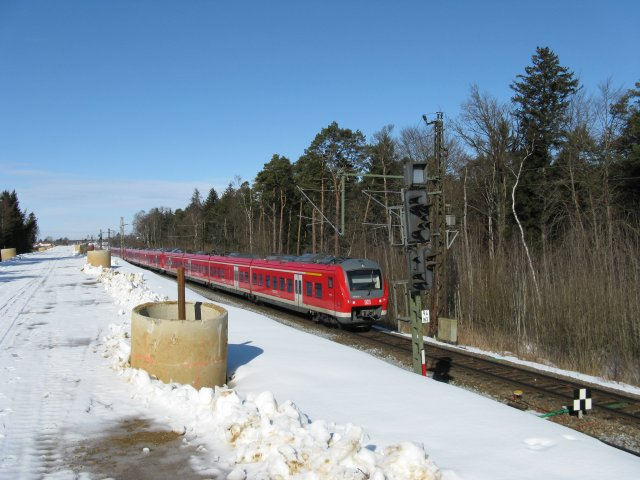
Wegen des wasserreichen Untergrunds bei Haspelmoor wurde im Winter 2009/2010 ein Damm aus Sand errichtet, der vor dem Bau des neuen Gleiskörpers wieder abgetragen wurde

Ende der 1970er sah die Bundesbahn die Leistungsgrenze der Strecke als erreicht an und erteilte 1980 der Bundesbahndirektion München den Planungsauftrag für ein drittes Gleis.
Im Bundesverkehrswegeplan 1985 war im Abschnitt Planungen die Ausbaustrecke Augsburg–München mit Investitionskosten von 65 Millionen DM enthalten. Im Bundesverkehrswegeplan 1992 wurde das Vorhaben im Überhang des vordringlichen Bedarfs mit geschätzten Kosten von 910 Millionen DM geführt. Dabei war ein viergleisiger Ausbau vorgesehen. 1992 gehörte ein 54 Kilometer langer Abschnitt der Strecke zu den fünf Strecken, die vorrangig mit CIR-ELKE-Hochleistungsblock ausgerüstet werden sollten.
Der 44 Kilometer lange Abschnitt zwischen Augsburg und Olching wurde von zwei auf vier Gleise ausgebaut. Der Regional- und Güterverkehr einerseits sowie die Züge des Fernverkehrs andererseits erhielten jeweils zwei eigene Gleise. Schwere und langsamer fahrende Güterzüge bremsen die schnelle Fahrt der ICEs nicht mehr. Die Entwurfsgeschwindigkeit der beiden Ferngleise beträgt 230 km/h. Die beiden Gleise für den Regional- und Güterverkehr wurden für 160 km/h ausgelegt. Die S-Bahn München verkehrt zwischen Mammendorf und München auf zwei weiteren eigenen Gleisen (zwischen Mammendorf und Maisach ein Gleis).
Im Mai 1991 begann das sechsmonatige Raumordnungsverfahren für den Ausbau, in dem für den Ausbau der Strecke zwischen Augsburg und Olching zwei Varianten erwogen wurden: Neben einem viergleisigen Ausbau entlang der bestehenden Trasse wurde zwischen Augsburg und Haspelmoor auch eine Linienführung über Inningen und südlich an Mering vorbei geprüft. Diese Südumfahrung Augsburgs mit der so genannten Meringer Spange wurde aus ökologischen Gründen verworfen.
Die Vorplanung wurde Anfang 1992 aufgenommen und im Frühjahr 1993 abgeschlossen; dabei wurden auch die Vor- und Nachteile verschiedener Entwurfsgeschwindigkeiten von 200 bis 250 km/h gegeneinander abgewogen. Die Gesamtkosten wurden mit 1,181 Milliarden D-Mark kalkuliert. Mitte 1994 begann die Entwurfs- und Genehmigungsplanung. Im Februar 1995 wurde das erste Planfeststellungsverfahren für den Bereich von Kissing eingeleitet. Das letzte Planfeststellungsverfahren in den Bereichen Haspelmoor und Nannhofen wurde im März 2003 abgeschlossen. Die meisten privaten Einwendungen betrafen Belange des Schallschutzes. Gegen das Vorhaben wurde eine Handvoll Klagen erhoben.
Am 10. November 1997 wurde die Finanzierungsvereinbarung zwischen dem Bund und der Deutschen Bahn geschlossen. Dem symbolischen ersten Spatenstich für den viergleisigen Ausbau am 4. Mai 1998 im Bahnhof Kissing wohnten unter anderem der damalige bayerische Ministerpräsident Edmund Stoiber und Bundesfinanzminister Theo Waigel bei. Die Bauarbeiten sollten 2003 abgeschlossen werden.
Das Ausbauvorhaben war in sechs Planungsabschnitte unterteilt. Die Planfeststellungsbeschlüsse ergingen zwischen August 1996 und Mai 2004. Im westlichen Abschnitt zwischen Augsburg und Kissing wurde mit den Arbeiten im Februar 1998 begonnen. Anfang 2000 wurde mit der Inbetriebnahme des Gesamtprojekts im Jahr 2004 gerechnet. Die ersten neuen Gleise können dort seit Anfang des Jahres 2003 befahren werden.
Am 9. März 2000 wurden die Bauarbeiten an der neuen Lechbrücke (126 m) in Augsburg aufgenommen. Dabei entstand zunächst eine neue zweigleisige Brücke; nach Umlegung des Zugverkehrs wurde die alte Brücke abgetragen und durch einen Neubau ersetzt. Entgegen vorheriger Planungen kündigte die DB Anfang 2001 an, die Strecke durchgehend viergleisig ausbauen zu wollen. Nach Fertigstellung des Ausbaus Augsburg – Mering (vorgesehen für 2004) sollte bis 2008 der Abschnitt bis zum Münchner Nordring in Olching folgen. Die Gesamtinvestitionen wurden mit einer Milliarde DM beziffert. Der Baubeginn an der Amperbrücke Esting folgte im August 2002. Dabei war geplant, das Ausbauprojekt bis 2006 abzuschließen. Damit begann der Ausbau im Ostabschnitt zwischen Mering und Olching.
Das Ausbauprojekt wurde infolge fehlender Bundesmittel zweimal, in den Jahren 1999 und 2004, gestoppt. Die Deutsche Bahn erwog dabei Anfang 2004 zeitweise, den Ausbau abzubrechen. Die geschätzten Abbruchkosten hätten nach DB-Berechnungen bis zu 33 Prozent der ausstehenden Fertigstellungskosten ausgemacht. Diese Pläne wurden letztlich fallengelassen und es wurde weiterhin an der Fertigstellung bis 2008 festgehalten. Nach eigenen Angaben hatte der Freistaat Bayern gegen den geplanten Abbruch interveniert.
Im Rahmen des viergleisigen Ausbaus mussten auf der gesamten Länge der Ausbauabschnitte rund 1,2 Millionen Kubikmeter Bodenmaterial und 116 Kilometer Gleise aufgebaut und verlegt werden. Damit der Zugverkehr durch die Bauarbeiten möglichst wenig beeinträchtigt wurde, wurden die neuen Gleisanlagen zunächst parallel zur bestehenden Strecke gebaut. Zwischen Olching und Mering wurden die beiden zusätzlichen Gleise grundsätzlich nördlich der bestehenden Trasse verlegt, im Abschnitt Mering–Augsburg auf der südlichen beziehungsweise westlichen Seite. Hierfür wurden Bahndämme aufgeschüttet und verbreitert und darauf der Schotter, die Schienen und die Bahnschwellen verlegt. Zuletzt folgten die Oberleitung und die Leit- und Sicherungstechnik (beispielsweise Signale und Anlagen zur Zugsteuerung). Das bestehende Spurplanstellwerk in Augsburg Hbf wurde ausgebaut und angepasst.
Außerdem wurde das elektronische Stellwerk (ESTW) in Mering aufgerüstet und an die Betriebszentrale in München angeschlossen. In Augsburg-Hochzoll, Kissing und Haspelmoor wurden die ESTW-Untereinheiten aus- beziehungsweise umgebaut sowie die Bahnhöfe Nannhofen, Maisach und Olching Schritt für Schritt ebenfalls von Spurplanstellwerken auf ESTW umgebaut und auf Mering aufgeschaltet. Erst danach erfolgte in weiteren Schritten die komplette Modernisierung der alten Infrastruktur mit Auswechselung der Gleise und Schwellen bis zur Untergrundsanierung und zum Neuaufbau des Bahndammes.
Im Bahnhof München-Pasing ging Mitte August 2011 ein elektronisches Stellwerk in Betrieb, das den Streckenabschnitt zwischen München-Lochhausen und -Neuhausen steuert.
Im Rahmen des Streckenausbaus erhielten die Anwohner entlang der Strecke umfangreichen Schallschutz. So wurden allein im Stadtgebiet Augsburg auf ungefähr 20 Kilometer Länge Schallschutzwände gebaut.

### Daten und Fakten

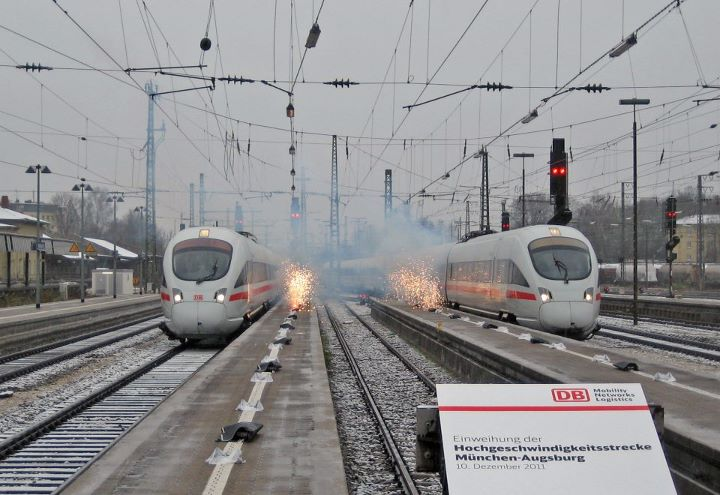
Zur Eröffnung fuhren zwei ICE-Triebzüge parallel in den Augsburger Hauptbahnhof ein

- Länge der Ausbauabschnitte: 44 Kilometer
- Streckengeschwindigkeit: bis 230 km/h im Personenfernverkehr; bis 160 km/h im Nah- und Güterverkehr
- Im Rahmen des Ausbaus wurden:
  - 95,3 ha Grund erworben,
  - 43 Kilometer Bahndamm neu aufgeschüttet,
  - 7,5 Kilometer neue Stützwände erstellt,
  - 116 km Gleise und 104 Weichen verlegt,
  - 52 Eisenbahn- und 19 Straßenbrücken erneuert oder angepasst,
  - 46 km Schallschutzwände errichtet sowie
  - neun Insel-Bahnsteige und drei Außenbahnsteige angepasst oder neu gebaut.

Im Investitionsrahmenplan bis 2010 für die Verkehrsinfrastruktur des Bundes sind Investitionen in Höhe von 556 Millionen Euro für die erste Ausbaustufe vorgesehen (Preisstand: 2006). Bis 2005 wurden davon insgesamt 303,5 Millionen aufgewendet. Zwischen 2006 und 2010 sollen Bundesmittel in Höhe von 215 Millionen Euro investiert werden. Über diesen Zeitraum hinaus besteht ein Finanzierungsbedarf in Höhe von 37,6 Millionen Euro (Bundesmittel ab 2011, Eigenmittel DB AG und Beiträge Dritter ab 2006).
In der ersten Stufe wurden zum Fahrplanwechsel im Dezember 2007 zwischen Augsburg Hbf und Augsburg-Hochzoll alle vier neuen Gleise in Betrieb genommen, zwischen Augsburg-Hochzoll und Haspelmoor wurden ebenfalls schon die beiden Neubaugleise befahren. Als nächste Ausbaustufe ging der Abschnitt zwischen Olching und Gernlinden eingleisig in Betrieb. Dazu wurde ein temporärer Abzweig Gernlinden eingerichtet.
Am 21. Oktober 2008 wurde die letzte Gleislücke zwischen Mering und Augsburg geschlossen. Zum Fahrplanwechsel am 14. Dezember 2008 ging dieser Abschnitt zusammen mit dem neuen Haltepunkt St. Afra in Betrieb. Die Fahrzeit nach Abschluss der Bauarbeiten sollte bei 28 Minuten liegen.
Seit dem 6. Juni 2011 ist die Ausbaustrecke durchgehend viergleisig in Betrieb, war jedoch auf den zwei Hochgeschwindigkeitsgleisen noch nicht mit 230 km/h befahrbar.
Am 10. Dezember 2011 wurde die ausgebaute Strecke mit einer Sonderfahrt eingeweiht. Seitdem kann auf den Schnellfahrgleisen mit bis zu 230 km/h gefahren werden. Insgesamt wurden rund 750 Millionen Euro investiert.
Bei einer Höchstgeschwindigkeit von 230 km/h (auf den Ferngleisen) sollte die Fahrzeit zwischen München und Augsburg im Fernverkehr auf unter eine halbe Stunde sinken. Die fahrplanmäßigen Reisezeiten zwischen den Hauptbahnhöfen München und Augsburg im Jahresfahrplan 2011/2012 liegen zwischen 26 und 35 Minuten, der Großteil liegt zwischen 31 und 33 Minuten.
Im Zuge der Ausbaumaßnahmen wurde die Linienzugbeeinflussung 2005 außer Betrieb genommen und zum Fahrplanwechsel am 11. Dezember 2011 mit einer neuen LZB-Zentrale in Mering wieder in Betrieb genommen. Die in Augsburg-Hochzoll beginnende Linienzugbeeinflussung wurde dabei von München-Lochhausen bis in den Raum Olching zurückgezogen und der Schnellfahrabschnitt der Strecke gegenüber dem Ursprungszustand um rund 7 km verkürzt.

### Weiterer Ausbau
Im dritten Gutachterentwurf des Deutschlandtakts sollen für den Güterverkehr zwischen Malching und Maisach Überholgleise entstehen. Dafür sind, zum Preisstand von 2015, Investitionen von 73 Millionen Euro vorgesehen.
Die Strecke soll im Rahmen des Starterpakets der Digitalen Schiene Deutschland bis 2030 mit Digitalen Stellwerken und ETCS ausgerüstet werden.
Im Rahmen des Projektes „Bahnausbau Region München“ wurden Gutachten für Erweiterungen im Münchner Raum zusammengestellt und bewertet. Im Juli 2024 wurde ein geplanter S-Bahn-Anschluss des Fürstenfeldbrucker Fliegerhorsts für positiv befunden. Eine Neubaustrecke zwischen Bobingen und Mering wurde hingegen als negativ bewertet.

## Betrieb
Die 61 Kilometer lange Bahnstrecke zwischen Augsburg und München zählt mit etwa 300 Zügen täglich zu den meistbefahrenen Eisenbahnstrecken in Deutschland. Auch im internationalen Verkehr hat sie eine große Bedeutung als Verkehrsachse und verbindet als Teil der Ost-West-Magistrale die europäischen Großstädte Budapest und Wien mit Paris. Seit der ICE-Verkehr aus und in Richtung Nürnberg im Dezember 2006 bis auf Einzelverbindungen auf die Schnellfahrstrecke Nürnberg–Ingolstadt verlagert wurde, hat die Zahl der Hochgeschwindigkeitszüge stark abgenommen.
Auf der Strecke München-Augsburg verkehren Fern-, Regional- und Güterzüge parallel. Fernzüge halten nur an den beiden Hauptbahnhöfen und im Münchener Stadtteil Pasing. Auf dem Streckenabschnitt von Mammendorf bis zum Münchner Hauptbahnhof verläuft die Strecke parallel zur Linie S3 der S-Bahn München. Auch auf dem Abschnitt Augsburg–Mammendorf ist die Einrichtung eines S-Bahn-ähnlichen Verkehrs (Regio-Schienen-Takt Augsburg) geplant. Die beiden Endbahnhöfe sind wichtige Umsteigebahnhöfe. Der Bahnhof in Mering ist wegen der Verknüpfung zur Ammerseebahn nach Weilheim in Oberbayern ebenfalls von Bedeutung.
Im Fernverkehr verkehren stündlich je Richtung ein bis zwei Intercity-Express- und InterCity-Züge auf Linien von München über Ulm nach Stuttgart und von dort zu verschiedenen weiteren Zielen. Dazu besteht eine im Zwei-Stunden-Takt befahrene ICE-Linie von München, die in Augsburg von der Strecke abzweigt und über Nürnberg in Richtung Hamburg führt, sowie eine ebenfalls im Zwei-Stunden-Takt verkehrende ICE-Linie, die in Augsburg in Richtung Würzburg abzweigt.
Es verkehren im Halb-Stunden-Takt Regional-Express-Züge (teilweise auch Regionalbahnen) zwischen München und Augsburg, diese werden dort in den meisten Fällen geflügelt und verkehren weiter nach Ulm, Dinkelscherben, Donauwörth, Treuchtlingen oder Aalen. Bis zum Fahrplanwechsel im Dezember 2008 wurden nahezu ausnahmslos Loks der DB-Baureihe 111 eingesetzt. Nach einer Übergangszeit setzte die Deutsche Bahn ab Dezember 2009 Züge vom Typ Alstom Coradia Continental ein. Seit Dezember 2022 wird der Regionalverkehr im sogenannten E-Netz Augsburg durch das Eisenbahnverkehrsunternehmen Arverio Bayern (zuvor: Go-Ahead) mit Fahrzeugen vom Typ Siemens Desiro HC und Siemens Mireo durchgeführt.
Die Zahl der Fahrgäste zwischen München, Donauwörth und Dinkelscherben nahm von 2009 bis Anfang 2014 um 20 Prozent zu. Im Jahr 2013 steigerten sich die Fahrten um 3,3 Prozent auf 13,3 Millionen. 2014 wurden 13,4 Millionen Reisende gezählt.
Zwischen Augsburg und Mammendorf ist die Strecke dem Augsburger Verkehrsverbund (AVV), zwischen Althegnenberg und München dem Münchner Verkehrsverbund (MVV) zugeordnet. Für Fahrten zwischen Althegnenberg und Mammendorf gilt der Tarif des MVV.